# الرامة (الحفة)
الرامة قرية في ناحية المزيرعة التابعة لمنطقة الحفّة في محافظة اللاذقية. بلغ عدد سكانها 753 نسمة عام 2004.